# ميخائيل ماكدونالد (لاعب بوكر)
ميخائيل ماكدونالد هو لاعب بوكر كندي، ولد في 11 سبتمبر 1989 في واترلو في كندا.